# Laukalammi
Laukalammi är en sjö i Finland. Den ligger i Jämsänkoski i landskapet Mellersta Finland, i den södra delen av landet, 190 km norr om huvudstaden Helsingfors. Laukalammi ligger 91,5 meter över havet. I omgivningarna runt Laukalammi växer i huvudsak blandskog. Arean är 5,6 hektar och strandlinjen är 1,2 kilometer lång. Sjön  ingår i Kymmene älvs huvudavrinningsområde. 
I övrigt finns följande vid Laukalammi:
- Koskikeskinen (en sjö)
- Oinaslammi (en sjö)
- Suolammi (en sjö)